# Carlo Ballarini
Carlo Cesare Ballarini (Milano, 23 luglio 1959) è un pianista e compositore italiano.

## Biografia
Nato a Milano nel 1959, Carlo Ballarini consegue a pieni voti il diploma di maturità classica, si diploma brillantemente in pianoforte sotto la guida di Alberto Mozzati, e infine si diploma a pieni voti in composizione, dopo aver seguito i corsi dapprima di Alberto Soresina, poi di Azio Corghi.
Nel 1982 ottiene la prima supplenza annuale sulla cattedra di Armonia e Contrappunto al Conservatorio di Parma. Contemporaneamente si perfeziona in pianoforte con Paul Badura-Skoda e intraprende una carriera concertistica fitta e ricca di soddisfazioni.
Nella classe di Azio Corghi compie i primi esperimenti con la musica elettronica. Collabora strettamente con Azio Corghi stesso (curando la sintesi e la riproduzione della parti di musica elettronica nella Sinfonia dell'Esercito di Arlecchino e in Gargantua - di cui redige anche la riduzione per canto e pianoforte) e, successivamente, con Ivan Fedele (elaborazione parti elettroniche e regia sonora in Ipermnestra). Nel campo della musica elettronica vedono la luce Verlassen, un'azione coreografica per soprano e nastro magnetico e, successivamente, La Veglia di Bach, sonorizzazione della mostra-spettacolo di Emilio Isgrò, composta ed eseguita in occasione dell'inaugurazione della stagione 1984-1985 del Teatro alla Scala di Milano.
Nel 1983 il Concerto per pianoforte e orchestra sinfonica viene segnalato al Concorso Internazionale di Composizione Valentino Bucchi.
Nel 1995 il Quintetto Bibiena commissiona a Carlo Ballarini l’elaborazione per quintetto di fiati dei Quadri da un’Esposizione di Modest Petrovič Musorgskij e della Petite Suite di Borodin; questi lavori, unitamente alla trascrizione della Boîte a Joujoux di Debussy, ulteriore commissione del Quintetto Bibiena, vengono tuttora eseguiti nelle più importanti rassegne concertistiche mondiali.
Ballarini firma inoltre a partire dal 1998 la trascrizione di cinque opere liriche, liberamente e creativamente elaborate per piccole ed eterogenee compagini strumentali in seno al progetto Opera Domani di As. Li. Co., il cui fine è di proporre l’opera lirica ad un pubblico di giovanissimi (Il Piccolo Flauto Magico, La Fiaba di Cenerentola, Don Chisciotte, Sir John Falstaff Cavaliere e Guglielmo Tell, arciere della libertà). 
Ha insegnato Composizione nei Conservatori di Parma, Como e Milano.

## Composizioni principali

### Brani solistici
- In-Gnomen, per violoncello (Milano, 2017)
- Cartwheels, per violoncello (Como, 2004)
- Dell'Aria e dell'Ira, per chitarra (Como, 2003)
- Cadenze per il Concerto K467 di W. A. Mozart, per pianoforte (Milano, 1995)
- Valzer, per pianoforte [composto con Emilio Ghezzi] (Milano, 1993)
- Amadeus, tre piccoli pezzi per pianoforte (Milano, 1987)
- Nuances, per pianoforte (Milano, 1981)
- Sonatina, per pianoforte (Milano, 1980)
- Contrasto, per pianoforte (Milano, 1979)
- Frammento a F., per pianoforte (Milano, 1979)

### Brani cameristici
- Metalli 3, per chitarra elettrica, pianoforte e percussioni (Como 2017)
- Metalli 2, per pianoforte e percussioni (Como 2013)
- Sonata Partenopea, per pianoforte a quattro mani (Como, 2011)
- Cinqueperdue, per violoncello e pianoforte (Como, 2010)
- I Colori dell'Aria, per quartetto di saxofoni (Brescia, 2010)
- Metalli, per due violoncelli, pianoforte e due batterie (Como, 2006)
- La Boîte a Joujoux di C. Debussy, elaborazione per quintetto di fiati (Torino, 2003)
- Grounds, per flauto e pianoforte (Milano, 2001)
- Pieces without Glissandos, per arpa celtica e arpa a pedali (Milano, 1999)
- Sei Pezzi per Ragazzi, per pianoforte a quattro mani (Perugia, 1999)
- Adagio e Polonaise, da un manoscritto incompiuto dell'Arciduca Rodolfo d'Austria, per corno di bassetto e pianoforte (Milano, 1999)
- Zet-ti-pam, per flauto e pianoforte (Milano, 1997)
- Fum, Fum, Fum, da un canto trad. catalano per quattro voci soliste, oboe, clarinetto in si bem. e percussioni (Como, 1996)
- La Spaghettata, bagatella lirico-gastronomica per quattro voci femminili e pianoforte (New York, 1996)
- Petite Suite di A. Borodin, elaborazione per quintetto di fiati (Milano, 1995)
- Quadri da un'Esposizione di M. Musorgskij, elaborazione per quintetto di fiati (Milano, 1995)
- Serenata in Re, per pianoforte a quattro mani [composta con Emilio Ghezzi] (Milano, 1993)
- Variazioni su un Tema variato (di Ponchielli), per trombone o corno o tromba e pianoforte [composto con Emilio Ghezzi] (Cremona, 1991)
- Tre Mosaici, per flauto e pianoforte [composti con Emilio Ghezzi] (Milano, 1989)
- Solfeggio in fa (da un'idea di Mozart), per voce e pianoforte [composto con Emilio Ghezzi] (Milano, 1989)
- Nach Bach, per quartetto d'archi (Milano, 1983)
- Tema con variazioni, per oboe, clarinetto in si bem., violoncello e pianoforte (Milano, 1980)

### Brani orchestrali
- Walking, Crawling, Dreaming, Swaying, per baby orchestra (Milano, 2010)
- Due Canoni, per coro e orchestra (Milano, 2001)
- Home Suite Home, per orchestra d'archi (Milano, 1997)
- Can of Carols, per orchestra (Como, 1996)
- Serenata in Re, per orchestra [composta con Emilio Ghezzi] (Milano, 1993)
- Amadeum, per orchestra [composto con Emilio Ghezzi] (Milano, 1993)
- Stabat Mater, Concerto sacro su Musiche di Antonio Vivaldi, per contralto, flauto obbl., oboe obbl. e live electronics [composto con Emilio Ghezzi] (Milano, 1993)
- Solfeggio in fa (da un'idea di Mozart), per clavicembalo e orchestra d'archi [composto con Emilio Ghezzi] (Palermo, 1989)
- Solfeggio in fa (da un'idea di Mozart), per orchestra [composto con Emilio Ghezzi] (Firenze, 1989)
- Poema, per orchestra sinfonica e live electronics (Milano, 1986)
- Concerto, per pianoforte e orchestra sinfonica (Milano, 1983)
- En Rondeau, per orchestra (Milano, 1982)

### Teatro musicale
- Guglielmo Tell, Arciere della Libertà, da Guillaume Tell di G. Rossini, opera lirica (Milano, 2002)
- Sir John Falstaff Cavaliere, da Falstaff di G. Verdi, opera lirica (Milano, 2001)
- Don Chisciotte, da Don Quichotte di J. Massenet, opera lirica (Milano, 2000)
- La Fiaba di Cenerentola, da La Cenerentola di G. Rossini, opera lirica (Milano, 1999)
- Il piccolo Flauto Magico, da Die Zauberflöte di W. A. Mozart, opera lirica (Milano, 1998)
- Zavist, per live electronics [composta con Emilio Ghezzi] (Milano, 1992)
- Una Voce senza Nessuno, per nastro magnetico [composta con Emilio Ghezzi] (Milano, 1988)
- Divertimento sulla Djamileh di Georges Bizet, opera lirica portatile (Venezia, 1984)
- Cerchio di Gesso dell'Opera, opera lirica da camera (Torino, 1984)

### Altro
- La Veglia di Bach, per nastro magnetico (Milano, 1984)
- Verlassen, azione coreografica per soprano e nastro magnetico (Milano, 1982)